# 機動戦士ガンダム アーセナルベース
『機動戦士ガンダム アーセナルベース』（きどうせんしガンダム アーセナルベース）は、バンダイより販売されたアーケードゲームで、データカードダスの一つ。ガンダムシリーズを題材としている。2022年2月24日稼動開始。

## 概要
ガンダムトライエイジの後継となるカードゲームである本作は「指揮官体験」が売りになっており、手よりも頭を動かす形式としつつ、カードゲームとしての戦略性を持つゲームとなっている。当時稼働していた同じガンダムシリーズを題材とするアーケードゲーム「機動戦士ガンダム 戦場の絆II」や「機動戦士ガンダム エクストリームバーサス2 クロスブースト」はパイロット体験ができるものであり、これらとの差別化が図られている。
プレイヤーが指揮官となり、5機のモビルスーツ (MS) と5名のパイロットを指揮して敵艦を撃破するための戦闘を行う、アーケード用のリアルタイムストラテジー型カードゲームである。カードゲームを遊ぶことに特化した大型タッチパネル筐体を操作することにより、部隊の指揮を執る。
なお、本作は小学生向けに展開されていたガンダムトライエイジよりも対象年齢が引き上げられ、対象年齢は12歳以上となっている。

## 遊び方
5枚のMSカード（機体）と5枚のPLカード（パイロット）をカードスロットにセットすることにより、ゲームが開始される。機体・パイロットは自動で行動し、敵戦艦/拠点の撃破を目指す。プレイヤーはタッチパネルを操作し、ユニットの出撃やアビリティの発動などを指示する。

### カード
MSカード
MSが描かれたカード。近距離・遠距離・機動の3つのタイプがあり、それぞれで得意な戦法が異なる。同じMSであってもカードのレアリティが異なるか、同じレアリティでもカードナンバーが異なる場合は同時にデッキに配置可能。
PLカード
パイロットが描かれたカード。殲滅・制圧・防衛の3つのタイプがあり、それぞれで戦闘時に行う戦法が異なる。また、殲滅・防衛・制圧・拠点/戦艦の4つは有利属性が設定されており、有利な属性には攻撃力がアップする。同じパイロットであれば、カードのレアリティが異なる場合においても同時にデッキに配置できないが、容姿（主に出展作品が異なる）や名称が異なる場合は同時にデッキに配置可能。

### システム
MSアビリティ
コストを消費して発動する能力。コストは一定時間ごとに回復する。任意のタイミングで発動し、敵に対して攻撃を行うものや、出撃時に自動で発動するものがある。
戦術技
MSの必殺技。大ダメージを狙うことができる。
発動時の演出内でミニゲームがあり、タイミングよくボタンを押すことでダメージをアップさせる、あるいは被ダメージを減らすことが可能。
連携戦術技「UNITED SP」
「UNITRIBE SEASON」より追加されるシステム。バトル中に指定されたMSがすべてフィールド内にいる場合、戦術技がMS同士が連携する強力な連携戦術技に変化する。
結束戦術技「SQUAD SP」
「FORSQUAD SEASON」より追加されるシステム。バトル中に溜まるスクアッドゲージが最大の状態（SQゲージとボタンが点灯し、任意のタイミングで押すと）でSQUAD RASH（条件として、スクアッドリンクのリンクアビリティを持つカードを3枚以上編成する事）が一定時間発動し、その時間内に特定のMSの戦術技が結束戦術技へと変化するが、バトル中1回しか発動出来ない。
クライマックスブースト
「対戦残り時間が60秒以下」「敵か味方の戦艦の残りHPが50%以下」「敵か味方の拠点が両方破壊される」のいずれかの条件が満たされた場合に発動する。
敵・味方のお互いのコスト回復速度が上昇する。また、発動中は戦闘BGMが歴代作品のBGMに変化する。
作戦カード
バトル中に使用できるデジタルカード。戦況に大きく影響を与える能力を持つ。
戦艦 / 艦長
「LINXTAGE SEASON」より追加されるシステム。戦艦や艦長をカスタムすることができる。戦艦と艦長はゲーム内の各種ミッションをクリアすることで入手が可能。
U-TRIBE
「UNITRIBE SEASON」より追加されるシステム。複数名の指揮官でチームを組むことができる。チーム内のプレイ結果が合算され、それに応じて報酬が入手できる。

### コマンダー・ナビゲーター
コマンダー・ナビゲーターは期間限定イベントやキャンペーンなどでカスタマイズ衣装を入手することができる。
コマンダー
プレイヤーの分身となるアバター。容姿や衣装はカスタマイズが可能。
ナビゲーター
ゲーム内でプレイヤーをナビゲートするオペレーターで、全て本作オリジナルのキャラクター。
ウフリィ・アスキス（声 - 杉山里穂）、テゴナ・オサナメ（声 - 生田善子）、ガル・レヴ（声 - 相坂優歌）の中から選択できる。

## 登場作品

### シーズン1
2022年2月24日稼働。
- 『機動戦士ガンダム』
  - MS
    - ガンダム、ガンキャノン、ガンタンク、ジム、ザクII（量産機）、ザクII（シャア・アズナブル専用機）、グフ、ドム

  - パイロット
    - アムロ・レイ（1st）、カイ・シデン、ハヤト・コバヤシ、シャア・アズナブル（1st）、ランバ・ラル、ガイア、オルテガ、マッシュ、ドズル・ザビ
- 『MSV』
  - MS
    - プロトタイプガンダム、ザクII（ドズル・ザビ専用機）
- 『機動戦士ガンダム外伝 ミッシングリンク』
  - MS
    - ペイルライダー

  - パイロット
    - クロエ・クローチェ
- 『機動戦士ガンダムUC』
  - MS
    - ユニコーンガンダム、ユニコーンガンダム ペルフェクティビリティ、バンシィ・ノルン、シナンジュ、クシャトリヤ、ギラ・ズール（量産機）、ギラ・ズール（アンジェロ・ザウパー専用機）

  - パイロット
    - バナージ・リンクス、リディ・マーセナス、フル・フロンタル、マリーダ・クルス、ギルボア・サント、アンジェロ・ザウパー
- 『機動戦士ガンダムSEED』
  - MS
    - エールストライクガンダム、イージスガンダム、デュエルガンダム、バスターガンダム、ブリッツガンダム、ラゴゥ、ストライクルージュ

  - パイロット
    - キラ・ヤマト（SEED）、アスラン・ザラ、イザーク・ジュール、ディアッカ・エルスマン（SEED）、ニコル・アマルフィ、アンドリュー・バルトフェルド、カガリ・ユラ・アスハ
- 『機動戦士ガンダムSEED ASTRAY』
  - MS
    - ガンダムアストレイ レッドフレーム

  - パイロット
    - ロウ・ギュール
- 『機動戦士ガンダム00』
  - MS
    - ガンダムエクシア（プロモーションカード）、ガンダムデュナメス（プロモーションカード）、ガンダムキュリオス（プロモーションカード）、ガンダムヴァーチェ（プロモーションカード）

  - パイロット
    - 刹那・F・セイエイ（プロモーションカード）、ロックオン・ストラトス（ニール・ディランディ）（プロモーションカード）、アレルヤ・ハプティズム（プロモーションカード）、ティエリア・アーデ（プロモーションカード）
- 『機動戦士ガンダムAGE』
  - MS
    - ガンダムAGE-1 ノーマル
- 『機動戦士ガンダム 鉄血のオルフェンズ』
  - MS
    - ガンダム・バルバトス（第1形態）、ガンダム・バルバトス（第4形態）、ガンダム・グシオンリベイク、流星号（グレイズ改弐）、グレイズ、グレイズ（指揮官機）、シュヴァルベ・グレイズ（マクギリス・ファリド専用）、シュヴァルベ・グレイズ（ガエリオ・ボードウィン専用）、ガンダム・キマリス、ガンダム・グシオン

  - パイロット
    - 三日月・オーガス、昭弘・アルトランド、ノルバ・シノ、マクギリス・ファリド、ガエリオ・ボードウィン
- 『ガンダムビルドダイバーズRe:RISE』
  - MS
    - アースリィガンダム、ガンダムジャスティスナイト、ウォドムポッド、ヴァルキランダー

  - パイロット
    - ヒロト、カザミ、メイ、パルヴィーズ

### シーズン2
2022年5月26日稼働。
- 『機動戦士ガンダム』
  - パイロット
    - セイラ・マス
- 『機動戦士ガンダム 第08MS小隊』
  - MS
    - ガンダムEz8、陸戦型ガンダム（ジム頭）、陸戦型ガンダム、グフ・カスタム、高機動試作型ザク

  - パイロット
    - シロー・アマダ、カレン・ジョシュワ、テリー・サンダースJr.、ノリス・パッカード、アイナ・サハリン
- 『機動戦士ガンダム ククルス・ドアンの島』
  - MS
    - ドアン専用ザク（プロモーションカード）
- 『MSV』
  - MS
    - 高機動型ザクII（シン・マツナガ専用機）（MSV）

  - パイロット
    - シン・マツナガ（MSV）
- 『機動戦士ガンダム U.C. ENGAGE』
  - MS
    - エンゲージゼロ・追加ブースター装備型（プロモーションカード）
- 『機動戦士Ζガンダム』
  - MS
    - Ζガンダム、ガンダムMk-II（エゥーゴ仕様）、百式（Ζ）、ガンダムMk-II（ティターンズ仕様）、マラサイ、サイコ・ガンダム、キュベレイ

  - パイロット
    - カミーユ・ビダン、クワトロ・バジーナ、ジェリド・メサ、フォウ・ムラサメ、ハマーン・カーン（Ζ）
- 『機動戦士ガンダム U.C.0094 アクロス・ザ・スカイ』
  - MS
    - ガンダムデルタカイ

  - パイロット
    - ブレイア・リュード
- 『機動戦士ガンダム00』
  - MS
    - ガンダムエクシア、ガンダムデュナメス、ガンダムキュリオス、ガンダムヴァーチェ、グラハム専用ユニオンフラッグカスタム、ユニオンフラッグ、ジンクス、0ガンダム（ロールアウトカラー）

  - パイロット
    - 刹那・F・セイエイ、ロックオン・ストラトス（ニール・ディランディ）、アレルヤ・ハプティズム、ティエリア・アーデ、グラハム・エーカー、ハワード・メイスン、ダリル・ダッジ、ソーマ・ピーリス、リボンズ・アルマーク
- 『機動戦士ガンダム 鉄血のオルフェンズ ウルズハント』
  - MS
    - ガンダム・端白星

  - パイロット
    - ウィスタリオ・アファム

### シーズン3
2022年8月25日稼働。
- 『機動戦士ガンダム ククルス・ドアンの島』
  - MS
    - ドアン専用ザク

  - パイロット
    - ククルス・ドアン
- 『MSV』
  - MS
    - 高機動型ザクII（ガイア専用機）
- 『機動戦士ガンダム0083 STARDUST MEMORY』
  - MS
    - ガンダム試作1号機、ジム・カスタム、ガンダム試作2号機、ザメル

  - パイロット
    - コウ・ウラキ、サウス・バニング、アルファ・A・ベイト、ベルナルド・モンシア、アナベル・ガトー、ボブ
- 『新機動戦記ガンダムW』
  - MS
    - ウイングガンダム、ガンダムデスサイズ、ガンダムヘビーアームズ、ガンダムサンドロック、シェンロンガンダム、トールギス

  - パイロット
    - ヒイロ・ユイ、デュオ・マックスウェル、トロワ・バートン、カトル・ラバーバ・ウィナー、張五飛、ゼクス・マーキス
- 『機動戦士ガンダム00』
  - パイロット
    - パトリック・コーラサワー、ハレルヤ・ハプティズム
- 『機動戦士ガンダム 水星の魔女』[15]
  - MS
    - ガンダム・エアリアル（プロモーションカード）

  - パイロット
    - スレッタ・マーキュリー（プロモーションカード）
- 『ガンダムビルドファイターズ』[14]
  - MS
    - ビルドストライクガンダム（プロモーションカード）、ザクアメイジング（プロモーションカード）、ウイングガンダムフェニーチェ（プロモーションカード）、キュベレイパピヨン（プロモーションカード）

  - パイロット
    - イオリ・セイ（プロモーションカード）、レイジ（プロモーションカード）、ユウキ・タツヤ（プロモーションカード）、リカルド・フェリーニ（プロモーションカード）、アイラ・ユルキアイネン（プロモーションカード）

### シーズン4
2022年11月24日稼働。
- 『機動戦士ガンダム 逆襲のシャア』
  - MS
    - νガンダム、サザビー、ヤクト・ドーガ（ギュネイ・ガス専用機）、ヤクト・ドーガ（クェス・パラヤ専用機）、ジェガン

  - パイロット
    - アムロ・レイ（CCA）、シャア・アズナブル（CCA）、ギュネイ・ガス、クェス・パラヤ、ハサウェイ・ノア
- 『機動武闘伝Gガンダム』
  - MS
    - シャイニングガンダム、マスターガンダム、ノーベルガンダム

  - パイロット
    - ドモン・カッシュ、マスター・アジア、レイン・ミカムラ、アレンビー・ビアズリー
- 『機動戦士ガンダム 鉄血のオルフェンズ』
  - MS
    - シュヴァルベ・グレイズ（アイン・ダルトン専用）
- 『機動戦士ガンダム 水星の魔女』
  - MS
    - ガンダム・エアリアル、デミトレーナー、ダリルバルデ、ガンダム・ファラクト、ガンダム・ルブリス

  - パイロット
    - スレッタ・マーキュリー、グエル・ジェターク、エラン・ケレス、エルノラ・サマヤ

### LINXTAGE シーズン1
2023年2月24日稼働。
- 『機動戦士ガンダム』
  - MS
    - ホワイトベース（戦艦）、ムサイ（戦艦）

  - パイロット
    - ブライト・ノア（艦長）、ドレン（艦長）
- 『機動戦士ガンダム サンダーボルト』
  - MS
    - フルアーマー・ガンダム、サイコ・ザク

  - パイロット
    - イオ・フレミング、ダリル・ローレンツ
- 『機動戦士ガンダム外伝 THE BLUE DESTINY』
  - MS
    - ブルーディスティニー1号機

  - パイロット
    - ユウ・カジマ
- 『機動戦士Ζガンダム』
  - パイロット
    - エマ・シーン
- 『機動戦士ガンダムΖΖ』
  - MS
    - ΖΖガンダム、キュベレイMk-II（エルピー・プル専用機）、サイコ・ガンダムMk-II（ΖΖ）

  - パイロット
    - ジュドー・アーシタ、ルー・ルカ、ハマーン・カーン（ΖΖ）、エルピー・プル、プルツー
- 『機動戦士ガンダムSEED』
  - MS
    - フリーダムガンダム、ジャスティスガンダム、デュエルガンダム アサルトシュラウド、プロヴィデンスガンダム、ジン、ジン（ミゲル・アイマン専用機）、アークエンジェル（戦艦）、エターナル（戦艦）

  - パイロット
    - ムウ・ラ・フラガ、ラウ・ル・クルーゼ、ミゲル・アイマン、マリュー・ラミアス（艦長）、ラクス・クライン（艦長）
- 『機動戦士ガンダムAGE』
  - MS
    - デスペラード、ファルシア

  - パイロット
    - フリット・アスノ、イワーク・ブライア、ユリン・ルシェル
- 『ガンダムビルドファイターズ』
  - MS
    - ビルドストライクガンダム、ザクアメイジング、ウイングガンダムフェニーチェ、キュベレイパピヨン、ベアッガイIII

  - パイロット
    - イオリ・セイ、レイジ、ユウキ・タツヤ、リカルド・フェリーニ、アイラ・ユルキアイネン、コウサカ・チナ
- 『機動戦士ガンダム 鉄血のオルフェンズ』
  - MS
    - グレイズ・アイン（CPU専用）
- 『機動戦士ガンダム 水星の魔女』
  - MS
    - ミカエリス、デミトレーナー（チュチュ専用機）、ガンダム・エアリアル（改修型）（プロモーションカード）、ガンダム・ルブリス・ウル（CPU専用）、ガンダム・ルブリス・ソーン（CPU専用）

  - パイロット
    - シャディク・ゼネリ、チュアチュリー・パンランチ、ソフィ・プロネ（CPU専用）、ノレア・デュノク（CPU専用）

### LINXTAGE シーズン2
2023年5月25日稼働。
- 『機動戦士ガンダム』
  - MS
    - ズゴック（シャア・アズナブル専用機）、ズゴック（量産機）、アッガイ

  - パイロット
    - アカハナ
- 『機動戦士ガンダムΖΖ』
  - パイロット
    - エル・ビアンノ
- 『機動戦士ガンダムUC』
  - MS
    - バンシィ（デストロイモード）、ガランシェール（戦艦）

  - パイロット
    - プルトゥエルブ、スベロア・ジンネマン（艦長）
- 『機動戦士ガンダムSEED』
  - MS
    - ストライクガンダム
- 『機動戦士ガンダムSEED C.E.73 STARGAZER』
  - MS
    - ストライクノワールガンダム

  - パイロット
    - スウェン・カル・バヤン
- 『機動武闘伝Gガンダム』
  - MS
    - マーメイドガンダム

  - パイロット
    - ハンス・ホルガー
- 『機動戦士ガンダム 鉄血のオルフェンズ』
  - MS
    - ガンダム・バルバトス（第6形態）、ガンダム・バルバトスルプス、ガンダム・グシオンリベイクフルシティ、グレイズリッター（カルタ機）、ガンダム・キマリストルーパー、グレイズ・アイン、漏影、イサリビ（戦艦）

  - パイロット
    - ラフタ・フランクランド、アジー・グルミン、カルタ・イシュー、オルガ・イツカ（艦長）
- 『機動戦士ガンダム 水星の魔女』[18]
  - MS
    - ガンダム・エアリアル（改修型）[19]、ガンダム・ルブリス・ウル、ガンダム・ルブリス・ソーン

  - パイロット
    - ソフィ・プロネ、ノレア・デュノク
- 『機動戦士ガンダム エクストリームバーサス2 オーバーブースト』
  - MS
    - N-EXTREMEガンダム エクスプロージョン（プロモーションカード）

  - パイロット
    - アマギ・サイ（プロモーションカード）

### LINXTAGE シーズン3
2023年8月24日稼働。
- 『機動戦士ガンダム』
  - MS
    - ビグ・ザム（CPU専用）
- 『機動戦士ガンダムΖ』
  - MS
    - Ζガンダム（バイオセンサー）、ジ・O

  - パイロット
    - パプテマス・シロッコ
- 『機動戦士ガンダムSEED ASTRAY』
  - MS
    - ガンダムアストレイ ブルーフレーム

  - パイロット
    - 叢雲劾
- 『機動戦士ガンダムUC』
  - MS
    - ズゴック（UC ver.）、マラサイ（UC ver.）
- 『機動戦士ガンダム00』
  - MS
    - ガンダムナドレ（プロモーションカード）、ガンダムスローネアイン、ガンダムスローネツヴァイ、ガンダムスローネドライ、グラハム専用ユニオンフラッグカスタムII（GNフラッグ）、プトレマイオス（戦艦）

  - パイロット
    - ヨハン・トリニティ、ネーナ・トリニティ、アリー・アル・サーシェス、ミハエル・トリニティ、スメラギ・李・ノリエガ（艦長）
- 『機動戦士ガンダム 水星の魔女』
  - MS
    - ガンダム・キャリバーン
- 『ガンダムビルドファイターズ』
  - MS
    - スタービルドストライクガンダム、ケンプファーアメイジング

  - パイロット
    - イオリ・セイ&レイジ、メイジン・カワグチ（BF）
- 『ガンダムビルドファイターズトライ』
  - MS
    - ビルドバーニングガンダム、ライトニングガンダム、ウイニングガンダム

  - パイロット
    - カミキ・セカイ、コウサカ・ユウマ、ホシノ・フミナ
- 『ガンダムビルドダイバーズ』
  - MS
    - ガンダムダブルオーダイバー、モモカプル

  - パイロット
    - リク、モモ
- 『ガンダムビルドダイバーズRe:RISE』
  - MS
    - ガンダムTRYAGEマグナム

  - パイロット
    - クジョウ・キョウヤ（Re:RISE）
- 『ガンダムビルドメタバース』
  - MS
    - ラーガンダム（プロモーションカード）、トライエイジガンダム（プロモーションカード）

  - パイロット
    - リオ（プロモーションカード）、クジョウ・キョウヤ（メタバース）（プロモーションカード）

### LINXTAGE シーズン4
2023年11月24日稼働。
- 『機動戦士ガンダム0080 ポケットの中の戦争』
  - MS
    - ザクII改、ガンダムNT-1 アレックス、ケンプファー、ハイゴッグ

  - パイロット
    - バーナード・ワイズマン、クリスチーナ・マッケンジー、ミハイル・カミンスキー、アンディ・ストロース
- 『機動戦士ガンダム MS IGLOO -1年戦争秘録-』
  - MS
    - ヅダ

  - パイロット
    - ジャン・リュック・デュバル
- 『機動戦士ガンダム0083 STARDUST MEMORY』
  - MS
    - ガンダム試作1号機フルバーニアン、ガーベラ・テトラ

  - パイロット
    - シーマ・ガラハウ
- 『機動戦士ガンダム外伝 THE BLUE DESTINY』
  - MS
    - イフリート改

  - パイロット
    - ニムバス・シュターゼン
- 『機動戦士ガンダムΖΖ』
  - MS
    - 百式（ΖΖ）

  - パイロット
    - ビーチャ・オーレグ
- 『機動戦士ガンダム 逆襲のシャア ベルトーチカ・チルドレン』[注 1]
  - MS
    - Hi-νガンダム、ナイチンゲール
- 『機動戦士ガンダムSEED DESTINY』
  - MS
    - ソードインパルスガンダム、フォースインパルスガンダム、ブレイズザクファントム（レイ・ザ・バレル専用機）、ガナーザクウォーリア（ルナマリア・ホーク専用機）、ザクウォーリア、ザクウォーリア（ライブ仕様）、ミネルバ（戦艦）

  - パイロット
    - シン・アスカ（DESTINY）、レイ・ザ・バレル、ルナマリア・ホーク（DESTINY）、アレックス・ディノ、ディアッカ・エルスマン（DESTINY）、キラ・ヤマト（DESTINY）、ミーア・キャンベル、タリア・グラディス（艦長）
- 『機動戦士ガンダムSEED ASTRAY』
  - MS
    - ガンダムアストレイ ブルーフレーム セカンドL
- 『機動戦士ガンダムSEED FREEDOM』
  - MS
    - ライジングフリーダムガンダム、イモータルジャスティスガンダム、ゲルググメナース（ルナマリア・ホーク専用機）、ギャンシュトローム（アグネス・ギーベンラート専用機）、ズゴック（SEED FREEDOM Ver.）

  - パイロット
    - キラ・ヤマト（FREEDOM）、シン・アスカ（FREEDOM）、ルナマリア・ホーク（FREEDOM）、アグネス・ギーベンラート、アスラン・ザラ（FREEDOM）
- 『機動戦士ガンダム 水星の魔女』
  - MS
    - ガンダム・エアリアル（改修型）[パーメットスコア・エイト]

### UNITRIBE シーズン1
2024年2月22日稼働。
- 『機動戦士ガンダムUC』
  - MS
    - デルタプラス、ザクI・スナイパータイプ、シャンブロ（CPU専用）

  - パイロット
    - ヨンム・カークス、ロニ・ガーベイ（CPU専用）
- 『機動戦士ガンダムF91』
  - MS
    - ガンダムF91、ビギナ・ギナ

  - パイロット
    - シーブック・アノー、ベラ・ロナ
- 『機動新世紀ガンダムX』
  - MS
    - ガンダムX

  - パイロット
    - ガロード・ラン&ティファ・アディール
- 『機動戦士ガンダムSEED DESTINY』
  - MS
    - ガナーザクウォーリア（ディアッカ・エルスマン専用機）
- 『機動戦士ガンダムAGE』
  - MS
    - Gエグゼス

  - パイロット
    - ウルフ・エニアクル

### UNITRIBE シーズン2
2024年4月25日稼働。
- 『機動戦士Ζガンダム』
  - MS
    - ハンブラビ

  - パイロット
    - ヤザン・ゲーブル、ダンケル・クーパー、ラムサス・ハサ、サラ・ザビアロフ
- 『機動戦士ガンダムUC』
  - MS
    - フルアーマー・ユニコーンガンダム
- 『新機動戦記ガンダムW』
  - MS
    - ウイングガンダムゼロ、ガンダムデスサイズヘル、ガンダムヘビーアームズ改、ガンダムサンドロック改、アルトロンガンダム、トールギスII、ガンダムエピオン

  - パイロット
    - トレーズ・クシュリナーダ、ミリアルド・ピースクラフト、レディ・アン
- 『ガンダムビルドファイターズ』
  - MS
    - ガンダムX魔王

  - パイロット
    - ヤサカ・マオ
- 『ガンダムビルドダイバーズ』
  - MS
    - RX-零丸

  - パイロット
    - アヤメ

### UNITRIBE シーズン3
2024年6月20日稼働。
- 『機動戦士ガンダム サンダーボルト』
  - MS
    - アトラスガンダム
- 『機動戦士ガンダムΖΖ』
  - MS
    - フルアーマーΖΖガンダム、クィン・マンサ
- 『機動戦士ガンダム 逆襲のシャア』
  - MS
    - ギラ・ドーガ、ギラ・ドーガ（レズン・シュナイダー専用機）、α・アジール（CPU専用）

  - パイロット
    - レズン・シュナイダー
- 『機動戦士Vガンダム』
  - MS
    - ヴィクトリーガンダム

  - パイロット
    - ウッソ・エヴィン
- 『機動戦士ガンダムSEED』
  - MS
    - M1アストレイ、カラミティガンダム、フォビドゥンガンダム、レイダーガンダム

  - パイロット
    - アサギ・コードウェル、マユラ・ラバッツ、ジュリ・ウー・ニェン、オルガ・サブナック、シャニ・アンドラス、クロト・ブエル
- 『機動戦士ガンダムSEED ASTRAY』
  - MS
    - ガンダムアストレイ レッドドラゴン、ガンダムアストレイ ゴールドフレーム、ガンダムアストレイ ゴールドフレーム天

  - パイロット
    - ロンド・ギナ・サハク
- 『ガンダムビルドファイターズトライ』
  - MS
    - ベアッガイF（プロモーションカード）

  - パイロット
    - カミキ・ミライ（プロモーションカード）

### UNITRIBE シーズン4
2024年9月5日稼働。
当初は8月22日稼働予定であったが、一部カードイラストがインターネット上にて公開されているものと酷似していることが判明したため、カードを欠番とし、回収するために延期された。
- 『機動戦士Ζガンダム』
  - MS
    - サイコ・ガンダムMk-II（Ζ）

  - パイロット
    - ロザミィ・バダム
- 『機動戦士ガンダムUC』
  - MS
    - ディザート・ザク（UC ver.）
- 『機動戦士ガンダムNT』
  - MS
    - ナラティブガンダム（C装備）

  - パイロット
    - ヨナ・バシュタ
- 『機動戦士Vガンダム』
  - MS
    - V2ガンダム、ゴトラタン

  - パイロット
    - カテジナ・ルース
- 『機動武闘伝Gガンダム』
  - MS
    - マスターガンダム&風雲再起、デスアーミー

  - パイロット
    - マスター・アジア&風雲再起
- 『機動戦士ガンダム00』
  - MS
    - ダブルオーガンダム、ケルディムガンダム、アリオスガンダム、セラヴィーガンダム

  - パイロット
    - ロックオン・ストラトス（ライル・ディランディ）
- 『機動戦士ガンダム 鉄血のオルフェンズ』
  - MS
    - グレイズリッター（地上戦仕様）
- 『Gのレコンギスタ』
  - MS
    - G-セルフ（宇宙用パック）

  - パイロット
    - ベルリ・ゼナム、ラライヤ・アクパール

### UNITRIBE シーズン5
2024年10月31日稼働。
- 『機動戦士ガンダム 復讐のレクイエム』
  - MS
    - ガンダムEX（プロモーションカード）
- 『機動戦士ガンダムF91』
  - MS
    - ベルガ・ギロス（ザビーネ・シャル専用機）、ラフレシア（CPU専用）、バグ（CPU専用）

  - パイロット
    - ザビーネ・シャル（F91）、カロッゾ・ロナ（CPU専用）
- 『機動戦士クロスボーン・ガンダム』
  - MS
    - クロスボーン・ガンダムX-1、クロスボーン・ガンダムX-2、クロスボーン・ガンダムX-3

  - パイロット
    - キンケドゥ・ナウ、ザビーネ・シャル（CB）、トビア・アロナクス
- 『機動戦士ガンダムSEED DESTINY』
  - MS
    - デスティニーガンダム、レジェンドガンダム、デストロイガンダム、グフイグナイテッド（ハイネ・ヴェステンフルス専用機）（プロモーションカード）

  - パイロット
    - ステラ・ルーシェ、ハイネ・ヴェステンフルス（プロモーションカード）
- 『機動戦士ガンダム 水星の魔女』
  - MS
    - ディランザ（グエル専用機）、ディランザ、ガンダム・シュバルゼッテ

  - パイロット
    - ラウダ・ニール、フェルシー・ロロ
- 『ガンダムビルドファイターズトライ』
  - MS
    - ベアッガイF

  - パイロット
    - カミキ・ミライ

### UNITRIBE シーズン6
2024年12月26日稼働。
- 『機動戦士ガンダムΖΖ』
  - MS
    - Ζザク

  - パイロット
    - イーノ・アッバーブ
- 『GUNDAM SIDE-F』[注 1]
  - MS
    - RX-93ff νガンダム、MSN-04FF サザビー
- 『∀ガンダム』
  - MS
    - ∀ガンダム、カプル、シルバースモー、ターンX、ゴールドスモー

  - パイロット
    - ロラン・セアック、ソシエ・ハイム、メシェー・クン、ポゥ・エイジ、ギム・ギンガナム、ハリー・オード
- 『機動新世紀ガンダムX』
  - パイロット
    - ガロード・ラン（プロモーションカード）
- 『機動戦士ガンダム 鉄血のオルフェンズ』
  - MS
    - ガンダム・ヴィダール、ガンダム・バエル

  - パイロット
    - ヴィダール
- 『機動戦士Gundam GQuuuuuuX』
  - MS
    - GQuuuuuuX（オメガ・サイコミュ）[注 2]、ジークアクス、赤いガンダム（0085）、白いガンダム、赤いガンダム（0079）、ザク[GQ]

  - パイロット
    - アマテ・ユズリハ（マチュ）、シュウジ・イトウ、シャア・アズナブル[GQ]、シャリア・ブル（0079）[GQ]、エグザベ・オリベ

### FORSQUAD シーズン1
2025年2月20日稼働。
- 『機動戦士ガンダム U.C. ENGAGE』
  - MS
    - 高機動型ザクII（ジョニー・ライデン専用機）、高機動型ザクII（シン・マツナガ専用機）（UCE）、V2アサルトバスターキャノンガンダム（プロモーションカード）

  - パイロット
    - ジョニー・ライデン、シン・マツナガ（UCE）
- 『機動戦士ガンダム0083 STARDUST MEMORY』
  - MS
    - ガンダム試作3号機、ノイエ・ジール（CPU専用）
- 『機動戦士ガンダムSEED DESTINY』
  - MS
    - グフイグナイテッド（ハイネ・ヴェステンフルス専用機）、デスティニーガンダム（ハイネ・ヴェステンフルス専用機）

  - パイロット
    - ハイネ・ヴェステンフルス
- 『機動戦士ガンダムSEED FREEDOM』
  - MS
    - マイティーストライクフリーダムガンダム、ブラックナイトスコード カルラ

  - パイロット
    - キラ・ヤマト&ラクス・クライン、オルフェ・ラム・タオ&イングリット・トラドール

### FORSQUAD シーズン2
2025年4月24日稼働。
- 『機動戦士Zガンダム』
  - MS
    - Zガンダム Ver. MOMOIRO CLOVER Z（プロモーションカード）[注 3]
- 『機動武闘伝Gガンダム』
  - MS
    - ゴッドガンダム、ガンダムマックスター、ドラゴンガンダム、ガンダムローズ、ボルトガンダム

  - パイロット
    - チボデー・クロケット、サイ・サイシー、ジョルジュ・ド・サンド、アルゴ・ガルスキー
- 『機動戦士ガンダム 鉄血のオルフェンズ』
  - MS
    - ガンダム・バルバトスルプスレクス、ガンダム・フラウロス、ガンダム・キマリスヴィダール
- 『機動戦士Gundam GQuuuuuuX』
  - MS
    - シャア専用ザク[GQ]
- 『SDガンダム GGENERATION』
  - MS
    - フェニックスガンダム（プロモーションカード）

### FORSQUAD シーズン3
2025年6月19日稼働。
- 『機動戦士ガンダムUC』
  - MS
    - ユニコーンガンダム（覚醒）、ネオ・ジオング（CPU専用）
- 『機動戦士ガンダムSEED ASTRAY』
  - MS
    - ガンダムアストレイ レッドフレーム パワードレッド、ガンダムアストレイ ブルーフレーム セカンドリバイ、ガンダムアストレイ ゴールドフレーム天ミナ

  - パイロット
    - ロンド・ミナ・サハク
- 『機動戦士Gundam GQuuuuuuX』
  - MS
    - ジフレド、キケロガ、シャリア専用リック・ドム[GQ]、エグザベ専用ギャン（ハクジ装備）[GQ]

  - パイロット
    - シャリア・ブル（0085）[GQ]、ニャアン
- 『ガンダムビルドメタバース』
  - MS
    - ラーガンダム、トライエイジガンダム、ガンダム・アメイジングバルバトスルプス

  - パイロット
    - リオ、クジョウ・キョウヤ（メタバース）、メイジン・カワグチ（メタバース）

### FORSQUAD シーズン4
2025年8月21日稼働予定。
- 『Gのレコンギスタ』
  - MS
    - G-セルフ（パーフェクトパック）
- 『機動戦士ガンダム 水星の魔女』
  - MS
    - ガンダム・キャリバーン（最終決戦時）
- 『機動戦士Gundam GQuuuuuuX』
  - MS
    - GQuuuuuuX（オメガ・サイコミュ起動時）

## 声の出演
- アムロ・レイ、リボンズ・アルマーク - 古谷徹（蒼月昇）
- カイ・シデン - 古川登志夫
- ハヤト・コバヤシ - 中西英樹
- シャア・アズナブル / クワトロ・バジーナ、フル・フロンタル - 池田秀一
- ランバ・ラル - 喜山茂雄
- ガイア - 一条和矢
- オルテガ - 松田健一郎
- マッシュ - 土屋トシヒデ
- ドズル・ザビ - 三宅健太
- セイラ・マス - 潘めぐみ
- アカハナ - 宝亀克寿
- ブライト・ノア - 成田剣
- ドレン - 白熊寛嗣
- シロー・アマダ - 檜山修之
- カレン・ジョシュワ、タリア・グラディス - 小山茉美
- テリー・サンダースJr. - 玄田哲章
- ノリス・パッカード、クランク・ゼント - 間宮康弘
- アイナ・サハリン、カルタ・イシュー - 井上喜久子
- ジャン・リュック・デュバル - 土師孝也
- ククルス・ドアン - 武内駿輔
- イオ・フレミング、グラハム・エーカー、リカルド・フェリーニ - 中村悠一
- ダリル・ローレンツ - 木村良平
- シン・マツナガ - 遠藤大智
- ユウ・カジマ - 諏訪部順一
- ニムバス・シュターゼン - 速水奨
- クロエ・クローチェ、エルノラ・サマヤ - 能登麻美子
- ジョニー・ライデン、ジェリド・メサ、叢雲劾 - 井上和彦
- バーナード・ワイズマン、シーブック・アノー（初代）[注 4] - 辻谷耕史
- クリスチーナ・マッケンジー - 林原めぐみ
- ミハイル・カミンスキー - 島香裕
- アンディ・ストロース - 星野充昭
- コウ・ウラキ - 堀川りょう
- サウス・バニング - 菅原正志
- アルファ・A・ベイト - 今村直樹
- ベルナルド・モンシア - 茶風林
- アナベル・ガトー - 大塚明夫
- ボブ - 佐藤正治
- シーマ・ガラハウ - 真柴摩利
- カミーユ・ビダン、ロンド・ギナ・サハク - 飛田展男
- フォウ・ムラサメ - ゆかな
- ハマーン・カーン - 榊原良子
- エマ・シーン - 岡本麻弥
- パプテマス・シロッコ - 島田敏
- ヤザン・ゲーブル、チボデー・クロケット - 大塚芳忠
- ダンケル・クーパー、イーノ・アッバーブ、ハンス・ホルガー - 菊池正美
- ラムサス・ハサ、ビーチャ・オーレグ - 森しん
- サラ・ザビアロフ - 弓場沙織
- ロザミィ・バダム - 浅川悠
- ジュドー・アーシタ - 矢尾一樹
- ルー・ルカ - 松井菜桜子
- エルピー・プル、プルツー - 本多陽子
- エル・ビアンノ - 原えりこ
- ギュネイ・ガス - 山寺宏一
- クェス・パラヤ - 川村万梨阿
- ハサウェイ・ノア - 佐々木望
- レズン・シュナイダー - 伊倉一恵
- バナージ・リンクス - 内山昂輝
- リディ・マーセナス、ミハエル・トリニティ - 浪川大輔
- マリーダ・クルス / プルトゥエルブ - 甲斐田裕子
- ギルボア・サント - チョー
- アンジェロ・ザウパー - 柿原徹也
- ヨンム・カークス - 石塚運昇
- スベロア・ジンネマン - 手塚秀彰
- ロニ・ガーベイ - 伊瀬茉莉也
- ブレイア・リュード - 非公表
- ヨナ・バシュタ - 榎木淳弥
- シーブック・アノー / キンケドゥ・ナウ（2代目）[注 4]、ユウキ・タツヤ / メイジン・カワグチ - 佐藤拓也
- ベラ・ロナ - 冬馬由美
- ザビーネ・シャル、クジョウ・キョウヤ - 笠間淳
- カロッゾ・ロナ - 前田昌明
- トビア・アロナクス、サイ・サイシー - 山口勝平
- ウッソ・エヴィン - 阪口大助
- カテジナ・ルース - 渡辺久美子
- ベルリ・ゼナム - 石井マーク
- ラライヤ・アクパール - 福井裕佳梨
- ロラン・セアック、ニコル・アマルフィ - 朴璐美
- ソシエ・ハイム - 村田秋乃
- メシェー・クン - 鬼頭典子
- ポゥ・エイジ - 中西裕美子
- ギム・ギンガナム、ゼクス・マーキス / ミリアルド・ピースクラフト、ムウ・ラ・フラガ - 子安武人
- ハリー・オード - 稲田徹
- ドモン・カッシュ、イザーク・ジュール - 関智一
- マスター・アジア - 秋元羊介
- レイン・ミカムラ - 天野由梨
- アレンビー・ビアズリー - 日高奈留美
- ジョルジュ・ド・サンド - 山崎たくみ
- アルゴ・ガルスキー - 宇垣秀成
- ヒイロ・ユイ - 緑川光
- デュオ・マックスウェル、ラウ・ル・クルーゼ、レイ・ザ・バレル - 関俊彦
- トロワ・バートン - 中原茂
- カトル・ラバーバ・ウィナー - 折笠愛
- 張五飛 - 石野竜三
- トレーズ・クシュリナーダ、アンドリュー・バルトフェルド - 置鮎龍太郎
- レディ・アン - 緒乃冬華
- ガロード・ラン - 高木渉
- ティファ・アディール - かないみか
- キラ・ヤマト - 保志総一朗
- アスラン・ザラ / アレックス・ディノ - 石田彰
- ディアッカ・エルスマン - 笹沼晃
- カガリ・ユラ・アスハ - 進藤尚美
- ミゲル・アイマン、ハイネ・ヴェステンフルス - 西川貴教
- アサギ・コードウェル - 松本さち
- マユラ・ラバッツ - 倉田雅世
- ジュリ・ウー・ニェン - 佐藤ゆうこ
- オルガ・サブナック - 小田井涼平
- シャニ・アンドラス - Shunn
- クロト・ブエル - 優希比呂
- マリュー・ラミアス - 三石琴乃
- ラクス・クライン、ミーア・キャンベル - 田中理恵
- ロウ・ギュール - 小野坂昌也
- ロンド・ミナ・サハク - 勝生真沙子
- スウェン・カル・バヤン、ウルフ・エニアクル - 小野大輔
- シン・アスカ - 鈴村健一
- ルナマリア・ホーク - 坂本真綾
- ステラ・ルーシェ、アグネス・ギーベンラート - 桑島法子
- オルフェ・ラム・タオ - 下野紘
- イングリット・トラドール - 上坂すみれ
- 刹那・F・セイエイ - 宮野真守
- ロックオン・ストラトス（ニール・ディランディ、ライル・ディランディ） - 三木眞一郎
- アレルヤ・ハプティズム / ハレルヤ・ハプティズム - 吉野裕行
- ティエリア・アーデ - 神谷浩史
- ハワード・メイスン - 高橋研二
- ダリル・ダッジ - 西凜太朗
- ソーマ・ピーリス - 小笠原亜里沙
- パトリック・コーラサワー - 浜田賢二
- ヨハン・トリニティ - 小西克幸
- ネーナ・トリニティ - 釘宮理恵
- アリー・アル・サーシェス - 藤原啓治
- スメラギ・李・ノリエガ - 本名陽子
- フリット・アスノ - 豊永利行
- イワーク・ブライア - 乃村健次
- ユリン・ルシェル、アイラ・ユルキアイネン - 早見沙織
- 三日月・オーガス - 河西健吾
- 昭弘・アルトランド - 内匠靖明
- ノルバ・シノ - 村田太志
- アイン・ダルトン、コウサカ・ユウマ - 内田雄馬
- マクギリス・ファリド - 櫻井孝宏
- ガエリオ・ボードウィン / ヴィダール - 松風雅也
- クダル・カデル、シャリア・ブル[GQ] - 川田紳司
- ラフタ・フランクランド - 日笠陽子
- アジー・グルミン、レイジ - 國立幸
- オルガ・イツカ - 細谷佳正
- ウィスタリオ・アファム - 生駒里奈
- スレッタ・マーキュリー、エリクト・サマヤ - 市ノ瀬加那
- グエル・ジェターク - 阿座上洋平
- エラン・ケレス - 花江夏樹
- シャディク・ゼネリ - 古川慎
- チュアチュリー・パンランチ - 富田美憂
- ソフィ・プロネ - 井澤詩織
- ノレア・デュノク - 悠木碧
- ラウダ・ニール - 大塚剛央
- フェルシー・ロロ - 高田憂希
- イオリ・セイ - 小松未可子
- コウサカ・チナ - 石川由依
- ヤサカ・マオ - 藤井美波
- カミキ・セカイ - 冨樫かずみ
- ホシノ・フミナ - 牧野由依
- カミキ・ミライ - 遠藤綾
- リク - 小林裕介
- モモ - 稗田寧々
- アヤメ - 沼倉愛美
- ヒロト - 小林千晃
- カザミ - 水中雅章
- メイ - 渕上舞
- パルヴィーズ - 南真由
- リオ - 安済知佳
- アマテ・ユズリハ（マチュ） - 黒沢ともよ
- シュウジ・イトウ - 土屋神葉
- シャア・アズナブル[GQ] - 新祐樹
- エグザベ・オリベ - 山下誠一郎
- ニャアン - 石川由依
- アマギ・サイ - 大野智敬
- ウフリィ・アスキス - 杉山里穂
- テゴナ・オサナメ - 生田善子
- ガル・レヴ - 相坂優歌

## 主題歌
FLAVOR OF BLUE
PassCodeが歌う第1弾主題歌。作詞はucio・Konnie Aoki、作曲・編曲はKoji Hirachi。
Line of sight
SCANDALが歌う「LINXTAGE」主題歌。作詞はRINA、作曲はMAMI、編曲は川口圭太。
THIRD PARTY
MindaRynが歌う「UNITRIBE」主題歌。作詞・作曲はSACHIKO、編曲は小山寿。
Event Horizon
ももいろクローバーZが歌う「FORSQUAD」主題歌。作詞は藤林聖子、作曲はharukaと齋藤大輝、編曲はDJ Mass MAD。

## Web配信番組
アーセナルベース情報局
アーセナルベースの新情報を発信するWeb配信番組。2022年4月28日より、YouTube「ガンダムチャンネル」にて不定期に配信。
本作にオペレーター役で出演している生田善子、杉山里穂、相坂優歌と、一般兵役で出演している朝霧友陽がそれぞれ入れ替わりで出演している。また、新しいシーズンの参戦作品に合わせて歴代ガンダム出演者がゲスト出演することもある。